# Antonio Maria Lorgna

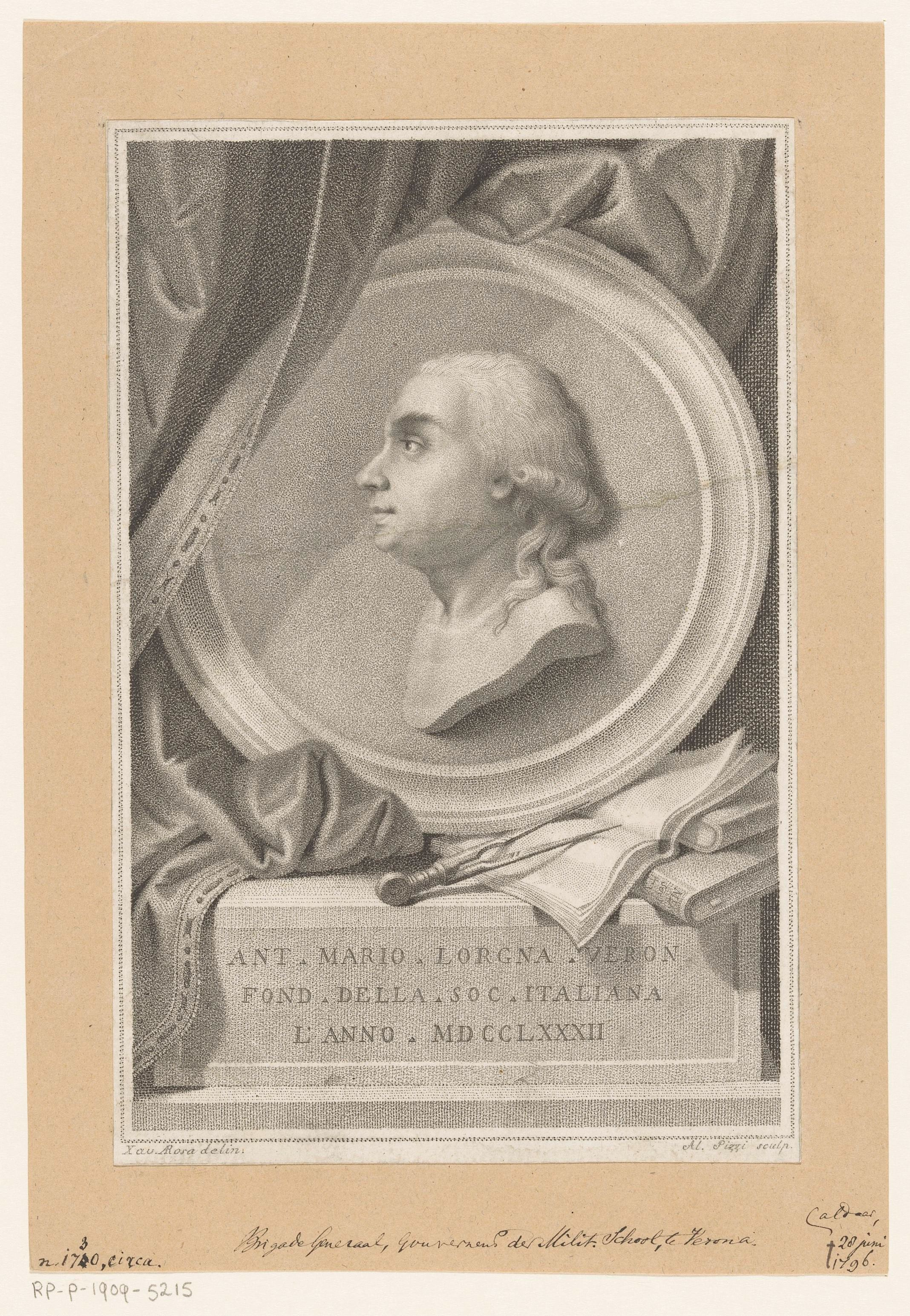
Antonio Maria Lorgna, Porträt von Saverio dalla Rosa

Antonio Maria Lorgna (* 18. Oktober 1735 in Cerea; † 28. Juni 1796 in Verona) war ein italienischer Mathematiker und Ingenieur. Er war 1782 Gründer der Accademia dei XL.

## Leben
Lorgna war der Sohn eines Kavallerieoffiziers in der venezianischen Armee. 1757 war er in Dalmatien (im heutigen Kroatien), damals unter venezianischer Herrschaft, und unterstützte den Ingenieursoffizier Antonio Marcovich. Er fiel durch seine Intelligenz auf und wurde Sekretär und Übersetzer (er sprach Kroatisch und Französisch) des venezianischen Gouverneurs Alvise Contarini. Als Contarini 1759 nach Venedig zurückkehrte ermöglichte er Lorgna das Studium an der Universität Padua, wo er Physik, Astronomie und Mathematik studierte, unter anderem bei Giovanni Poleni und Giovanni Alberto Colombo. Lorgna verließ Padua nach drei Jahren 1762 ohne einen Abschluss und ging zum venezianischen Militär. Nach einiger Dienstzeit in Kroatien wurde er Professor für Mathematik (und Hauptmann der Pioniere) an der Militärakademie für Ingenieure Castelvecchio in Verona. Er unterrichtete Trigonometrie, Mechanik, Statik, Ballistik und Hydraulik. 1773 wurde er Oberst und dann Kommandeur des Ingenieurskorps. Ab 1784 war er Direktor (Gouverneur) der Militärakademie und Brigadier. Er heiratete nie und starb in seinem Haus an einem Herzleiden. Am Ende seines Lebens kam Verona unter die Herrschaft Napoleons, der die von seinem Nachfolger Leonardo Salimbeni (1752–1832) geleitete Militärakademie 1798 nach Modena verlegte.
Er war mit bedeutenden italienischen Wissenschaftlern befreundet und diskutierte mit ihnen wissenschaftliche Fragen, was 1782 zur Gründung der italienischen nationalen Akademie der Wissenschaften führte. Beteiligt waren daran auch die mit Lorgna befreundeten Ruggero Boscovich, Gianfrancesco Malfatti, Lazzaro Spallanzani und Carlo Barletti (1735–1800). Treibende Kraft bei der Gründung war aber Lorgna. Ein wichtiges Motiv der Gründung war auch, mit der Akademie eine Zeitschrift ins Leben zu rufen, die wissenschaftliche Ergebnisse schnell publizierte (ohne die Verzögerung, die italienische Wissenschaftler bis dahin bei Publikationen im Ausland erfuhren). Sie war von Anfang an über die italienischen Einzelstaaten hinaus national angelegt. Die Mitgliedschaft war auf die führenden 40 italienischen Wissenschaftler beschränkt. Sitz war zuerst Verona, dann Mailand, Modena und ab 1875 Rom. Lorgna, der eine hervorragende Gemäldesammlung besaß, veräußerte diese 1781 um die Gründung der Akademie und ihrer Zeitschrift (Memorie) zu finanzieren. Zu den Mitgliedern gehörten damals auch Alessandro Volta und Joseph-Louis Lagrange.
Er war für seine mathematischen Fähigkeiten bekannt (Boscovich hielt ihn für den besten italienischen Mathematiker nach Lagrange). Von ihm stammen über 70 Veröffentlichungen.

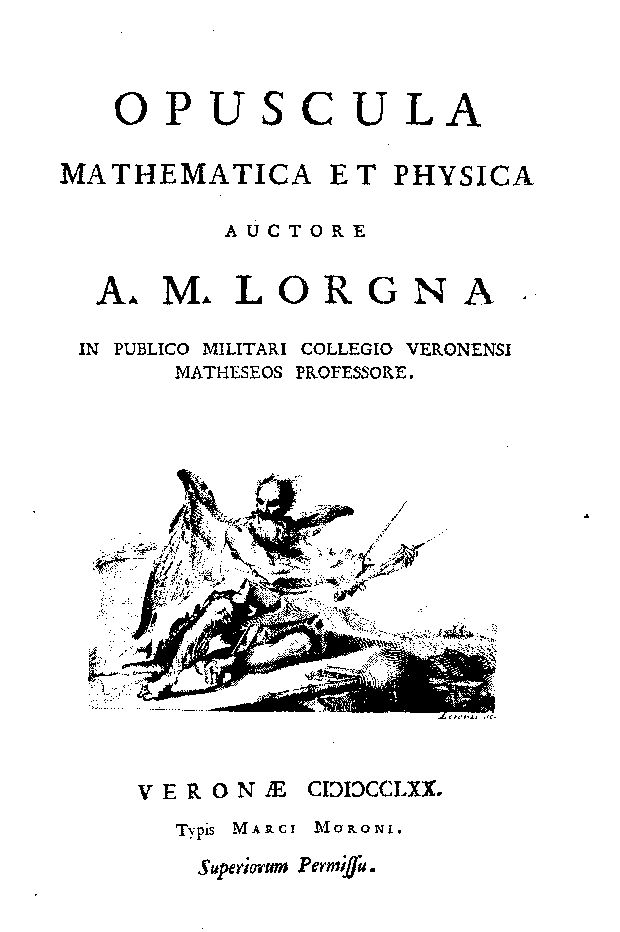
Lorgna: Opuscula mathematica et physica 1770

Neben Mathematik befasste er sich mit Meteorologie (er unterhielt eine Wetterstation und führte täglich Protokoll) und arbeitete als Wasserbauingenieur für die Republik Venedig und in der Umgebung von Verona. Nachdem er als Ingenieur an den Mineralquellen von Recoaro zu tun gehabt hatte, begann er sich auch für Chemie zu interessieren und beteiligte sich an einer Preisaufgabe der französischen Akademie der Wissenschaften über die beste und billigste Methode, Schießpulver herzustellen, die den zweiten Preis gewann (Recherches sur la formation et la multiplication des nitres).
1788 wurde er Mitglied der Royal Society, und seit 1771 war er korrespondierendes Mitglied der Académie des Sciences. 1777 wurde er Ehrenmitglied der Russischen Akademie der Wissenschaften in St. Petersburg.

## Schriften
- Della graduazione de' termometri a mercurio e della rettificazione de' barometri, 1765
- De quibusdam maximis, & minimis: dissertatio statico-geometrica, 1766
- Dissertazione sopra il quesito: essendo le pressioni dell'acqua stagnante in ragione delle altezze, 1769
- Opuscula mathematica et physica, 1770
- Dissertazione sopra il quesito rinvenire il fondamento, 1771
- Specimen de seriebus convergentibus 1775
- De casu irreductibili tertii gradus et seriebus infinitis, 1776
- Saggi di statica e meccanica applicate alle arti, 1782[4]
- Principi di geografia astronomico-geometrica, 1789
- Dissertation on the Summation of Infinite Converging Series with Algebraic Divisor, Exhibiting a Method Not Only Entirely New, But Much More General, 1779